# Muhammad III (Alawici)
Muhammad III (arab. محمد الثالث بن عبد الله = Muḥammad aṯ-Ṯāliṯ ibn ʿAbd Allah, ur. 1710, zm. 9 kwietnia 1790 w Sali) – sułtan Maroka z dynastii Alawitów, syn Abdullaha. Panował w latach 1757–1790. 
W wyniku nacisku ludności Marrakeszu Muhammad III już za życia swojego ojca został wyznaczony na następcę tronu i ogłoszony namiestnikiem sułtana w Marrakeszu. Udało mu się zakończyć trwające od śmierci Mulaja Ismaila w 1727 walki o władzę i ponownie wzmocnić dynastię Alawitów. 
Przy odbudowie kraju poświęcał dużo uwagi podatkom, reorganizacji armii i stabilizacji religijnego autorytetu swojej władzy wobec wpływów szejków i marabutów. Potrzebował w tym celu dodatkowych środków i systemu podatkowego, który obejmowałby także handel. Przywrócił więc opodatkowanie rynków i egzekwował je w razie konieczności również siłą. 
Za rządów Muhammada III przeprowadzono reformę armii i arabscy najemnicy w grupy plemion Banu Hassan podlegali od tamtej pory dowództwu Alawitów. Powstała wówczas również silna flota wojenna, która była w stanie przeciwstawić się atakom europejskich mocarstw. 
W roku 1765 Muhammad III założył na wybrzeżu atlantyckim miasto As-Sawira. Rozbudowę poszczególnych dzielnic i umocnień obronnych powierzył francuskiemu więźniowi Théodoremu Cornusowi. 
Muhammadowi III udało się także rozwinąć kontakty handlowe poprzez stosowne umowy z Danią (1751–1765), Anglią (1790), Szwecją (1773), Francją (1773) i Portugalią. W 1767 roku sułtan podpisał traktat pokojowy z Hiszpanią. W 1777 roku Maroko było również pierwszym krajem na świecie, które uznało niepodległość Stanów Zjednoczonych.
Po śmierci sułtana w 1790 roku jego syn i następca Jazid musiał borykać się z walkami o sukcesję (sułtanem okrzyknięto równolegle też jego brata Hiszama), które odżyły na nowo, dopóki Jazid nie zginął w walce, a Hiszam ostatecznie nie zrzekł się władzy na rzecz kolejnego z braci – Sulajmana.